# Schibsted
Schibsted est un conglomérat norvégien du secteur des médias avec une activité dans une vingtaine de pays, notamment en Norvège et en Suède. La société a son siège à Oslo et est cotée à la bourse d'Oslo.

## Histoire
Début 2019, après la scission du groupe Schibsted, leboncoin passe sous la coupe d'une nouvelle entité nommée Adevinta. Adevinta entre en bourse le 10 avril 2019.

## Activité
Jusqu'en 2016, elle détenait 50% des parts du journal 20 minutes (France). 
Elle possèdait Verdens Gang (journal), Aftenposten (journal), Aftonbladet (journal), Svenska Dagbladet (journal), Finn.no, Blocket (annonces gratuites), leboncoin (annonces gratuites), Tayara.tn (annonces gratuites), Avito et Custojusto.pt.
Schibsted est également propriétaire de 36 places de marché sur Internet dans 30 pays (septembre 2016).